# BYD Seal 06 GT
BYD Seal 06 GT (кит. трад. 比亚迪海豹06GT, пиньинь Bǐyǎdí Hǎibào 06 GT) — среднеразмерный электромобиль, выпускающийся с 2024 года китайской компанией BYD.

## История и описание модели
В мае 2024 года компания BYD Auto представила предсерийную модель хетчбэка, получившую название BYD Ocean-M Concept. Серийная модель, получившая название Seal 06 GT, дебютировал в конце августа 2024 года. Кузов имеет узкие фары, заострённую переднюю часть и воздухозаборник, расположенный внизу. Заднюю часть украшают световая полоса, спойлер и диффузор.
Салон спроектирован по аналогии с другими моделями Seal: с разноформенными акцентами на приборной панели, низко посаженными вентиляционными отверстиями и большим, центральным экраном мультимедийной системы, который вращается в диапазоне 90 градусов. Перед водителем находится ещё один экран цифровых приборов.

### Продажи
BYD Seal 06 GT продаётся как на внутреннем китайском рынке, так и на экспортных рынках, включая Европу и Австралию.

### Технические характеристики
Заднеприводные BYD Seal 06 GT оснащаются одним электродвигателем мощностью 215 л. с., а полноприводные BYD Seal 06 GT оснащаются двумя электродвигателями мощностью 416 л. с. Ёмкость аккумулятора варьируется от 59,52 до 73 кВт⋅ч, а запас хода — от 504 до 603 км по циклу CLTC.

## Галерея

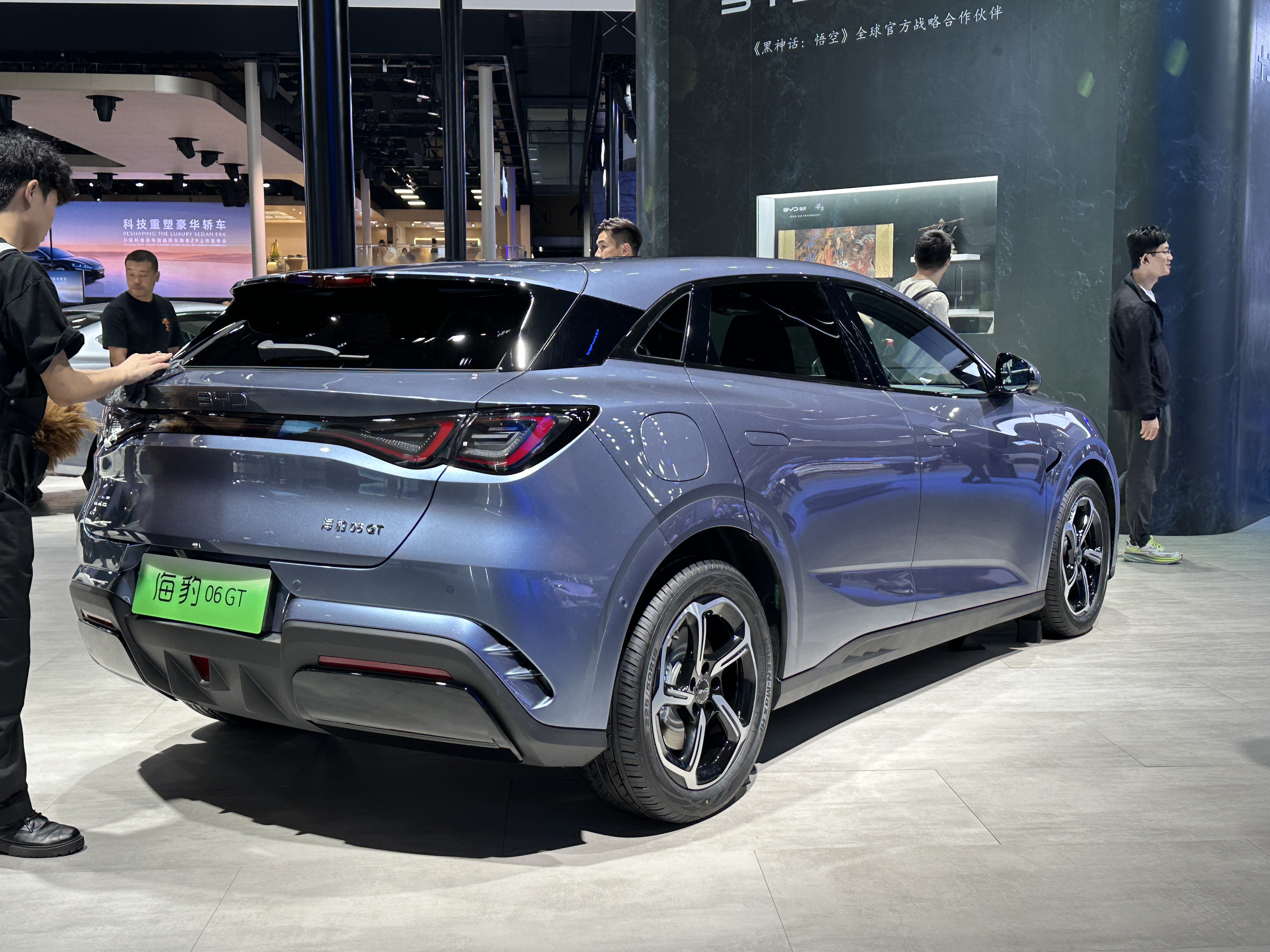
Вид сзади
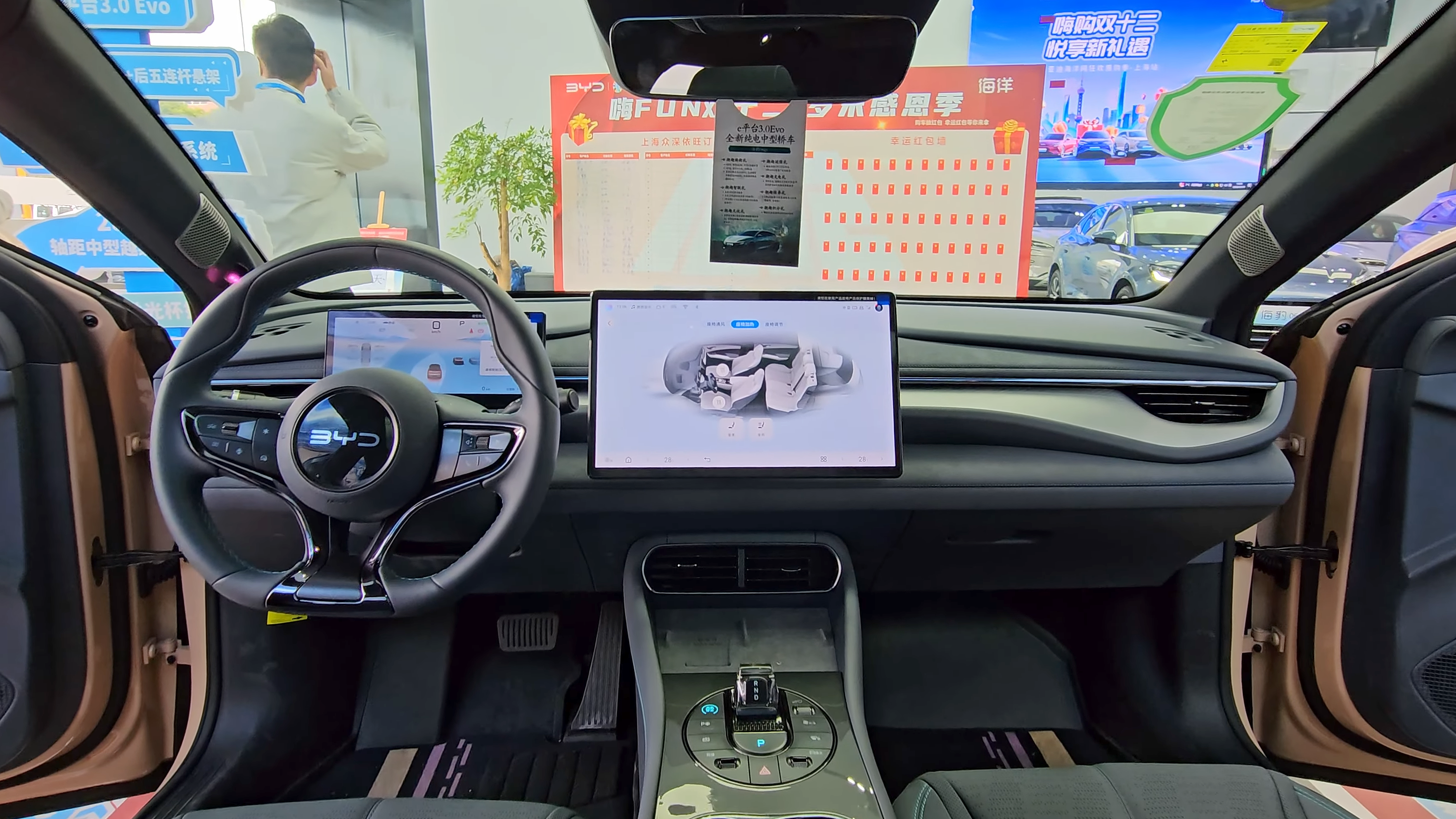
Интерьер